# Mauricio Lemos
Paolo Mauricio Lemos Merladett (Rivera, 28 dicembre 1995) è un calciatore uruguaiano, difensore del Vasco da Gama e della nazionale uruguaiana.

## Caratteristiche tecniche
È un difensore centrale che associa all'ottima struttura fisica una buona tecnica individuale. Impeccabile in marcatura, ruvido e determinato nei contrasti, elegante quando conquista la sfera e cerca di dare il via alla manovra salendo verso il centrocampo palla al piede. Non è velocissimo, ma ha tempistica e sa usare bene il corpo quando deve andare in anticipo sull'avversario. Grazie ai suoi 187 cm è bravo anche nel gioco aereo, oltre a essere un abile tiratore di punizioni.
Dice di ispirarsi al difensore suo connazionale Diego Godín e a Giorgio Chiellini.

## Carriera

### Club

#### Defensor Sporting
L'11 maggio 2014 esordisce in prima squadra nella partita persa 2-1 contro il Montevideo Wanderers.

#### Rubin Kazan
Il 2 luglio 2015 passa in prestito con diritto di riscatto per 400.000 euro al Rubin Kazan. Il 27 gennaio 2016 la squadra russa esercita il diritto e acquista a titolo definitivo il giocatore. Subito dopo averlo riscattato lo cede in prestito con diritto di riscatto in Liga spagnola al Las Palmas.

#### Las Palmas
A fine stagione, terminato il prestito, il club di Las Palmas de Gran Canaria decide di riscattare il giocatore per 2 milioni di euro.

#### Sassuolo
Il 23 gennaio 2018 passa in prestito con diritto di riscatto al Sassuolo. Il 3 febbraio 2018 fa il suo esordio da titolare in serie A con la maglia neroverde nella sconfitta per 7-0 contro la Juventus. Segna il suo primo gol con i neroverdi il 18 aprile 2018 decidendo l'importantissima sfida salvezza vinta in casa dell'Hellas Verona per 0-1.
Al termine della Serie A 2017-2018, il Sassuolo comunica di aver prolungato il prestito dal Las Palmas, retrocesso in Liga II, fino a giugno 2019.

### Nazionale
Nel novembre 2017 viene convocato per la prima volta nella nazionale uruguaiana dal commissario tecnico Óscar Tabárez per le due amichevoli in programma contro Polonia e Austria. Debutta da titolare con la Celeste il 10 novembre seguente nell'amichevole giocata a Varsavia contro la Polonia.

## Statistiche

### Presenze e reti nei club
Statistiche aggiornate al 3 febbraio 2021.
| Stagione                 | Squadra                  | Campionato               | Campionato | Campionato | Coppe nazionali | Coppe nazionali | Coppe nazionali | Coppe continentali | Coppe continentali | Coppe continentali | Altre coppe | Altre coppe | Altre coppe | Totale | Totale |
| Stagione                 | Squadra                  | Comp                     | Pres       | Reti       | Comp            | Pres            | Reti            | Comp               | Pres               | Reti               | Comp        | Pres        | Reti        | Pres   | Reti   |
| ------------------------ | ------------------------ | ------------------------ | ---------- | ---------- | --------------- | --------------- | --------------- | ------------------ | ------------------ | ------------------ | ----------- | ----------- | ----------- | ------ | ------ |
| 2013-2014                | Defensor                 | PD                       | 2          | 0          | -               | -               | -               | -                  | -                  | -                  | -           | -           | -           | 2      | 0      |
| 2014-2015                | Defensor                 | PD                       | 7          | 0          | -               | -               | -               | -                  | -                  | -                  | -           | -           | -           | 7      | 0      |
| Totale Defensor Sporting | Totale Defensor Sporting | Totale Defensor Sporting | 9          | 0          |                 | -               | -               |                    | -                  | -                  |             | -           | -           | 9      | 0      |
| 2015.-gen. 2016          | Rubin Kazan'             | PL                       | 4          | 0          | KR              | 2               | 0               | UEL                | 2                  | 0                  | -           | -           | -           | 8      | 0      |
| gen.-giu. 2016           | Las Palmas               | PD                       | 10         | 0          | CR              | 0               | 0               | -                  | -                  | -                  | -           | -           | -           | 10     | 0      |
| 2016-2017                | Las Palmas               | PD                       | 23         | 5          | CR              | 3               | 0               | -                  | -                  | -                  | -           | -           | -           | 26     | 5      |
| 2017-gen. 2018           | Las Palmas               | PD                       | 16         | 0          | CR              | 2               | 0               | -                  | -                  | -                  | -           | -           | -           | 18     | 0      |
| gen.-giu. 2018           | Sassuolo                 | A                        | 8          | 1          | CI              | 0               | 0               | -                  | -                  | -                  | -           | -           | -           | 8      | 1      |
| 2018-2019                | Sassuolo                 | A                        | 3          | 0          | CI              | 1               | 0               | -                  | -                  | -                  | -           | -           | -           | 4      | 0      |
| Totale Sassuolo          | Totale Sassuolo          | Totale Sassuolo          | 11         | 1          |                 | 1               | 0               |                    | 0                  | 0                  |             | -           | -           | 12     | 1      |
| 2019-2020                | Las Palmas               | SD                       | 26         | 1          | CR              | 1               | 0               | -                  | -                  | -                  | -           | -           | -           | 27     | 1      |
| Totale Las Palmas        | Totale Las Palmas        | Totale Las Palmas        | 75         | 6          |                 | 8               | 0               |                    | -                  | -                  |             | -           | -           | 83     | 6      |
| 2020-2021                | Fenerbahçe               | SL                       | 8          | 0          | TK              | 2               | 0               | -                  | -                  | -                  | -           | -           | -           | 10     | 0      |
| 2021-2022                | Beerschot VA             | D1                       | 15         | 1          | CB              | 1               | 0               | -                  | -                  | -                  | -           | -           | -           | 16     | 1      |
| 2022-gen. 2023           | Fenerbahçe               | SL                       | 2          | 0          | TK              | 0               | 0               | UEL                | 3                  | 0                  | -           | -           | -           | 5      | 0      |
| Totale Fenerbahce        | Totale Fenerbahce        | Totale Fenerbahce        | 10         | 0          |                 | 2               | 0               |                    | 3                  | 0                  |             | -           | -           | 15     | 0      |
| 2023                     | Atlético Mineiro         | M1/MG+A                  | 4+11       | 0+1        | CB              | 2               | 0               | CL                 | 8                  | 0                  | -           | -           | -           | 25     | 1      |
| Totale carriera          | Totale carriera          | Totale carriera          | 139        | 9          |                 | 14              | 0               |                    | 13                 | 0                  |             | -           | -           | 166    | 9      |

### Cronologia presenze e reti in nazionale
| Cronologia completa delle presenze e delle reti in nazionale ― Uruguay | Cronologia completa delle presenze e delle reti in nazionale ― Uruguay | Cronologia completa delle presenze e delle reti in nazionale ― Uruguay | Cronologia completa delle presenze e delle reti in nazionale ― Uruguay | Cronologia completa delle presenze e delle reti in nazionale ― Uruguay | Cronologia completa delle presenze e delle reti in nazionale ― Uruguay | Cronologia completa delle presenze e delle reti in nazionale ― Uruguay | Cronologia completa delle presenze e delle reti in nazionale ― Uruguay |
| Data                                                                   | Città                                                                  | In casa                                                                | Risultato                                                              | Ospiti                                                                 | Competizione                                                           | Reti                                                                   | Note                                                                   |
| ---------------------------------------------------------------------- | ---------------------------------------------------------------------- | ---------------------------------------------------------------------- | ---------------------------------------------------------------------- | ---------------------------------------------------------------------- | ---------------------------------------------------------------------- | ---------------------------------------------------------------------- | ---------------------------------------------------------------------- |
| 10-11-2017                                                             | Varsavia                                                               | Polonia                                                                | 0 – 0                                                                  | Uruguay                                                                | Amichevole                                                             | -                                                                      |                                                                        |
| 16-11-2018                                                             | Londra                                                                 | Brasile                                                                | 1 – 0                                                                  | Uruguay                                                                | Amichevole                                                             | -                                                                      | 81’                                                                    |
| 20-6-2023                                                              | Montevideo                                                             | Uruguay                                                                | 2 – 0                                                                  | Cuba                                                                   | Amichevole                                                             | -                                                                      | 40’                                                                    |
| Totale                                                                 |                                                                        | Presenze                                                               | 3                                                                      |                                                                        | Reti                                                                   | 0                                                                      |                                                                        |

## Palmarès

### Club

#### Competizioni statali
- Campionato Mineiro: 2

Atlético Mineiro: 2023, 2024